# ۸۱ (قمری)
۸۱ (قمری)، هشتاد و یکمین سال در گاهشماری هجری قمری است. اول محرم این سال برابر با اول مارس سال ۷۰۰ میلادی است.